# Liste des intercommunalités de la Gironde

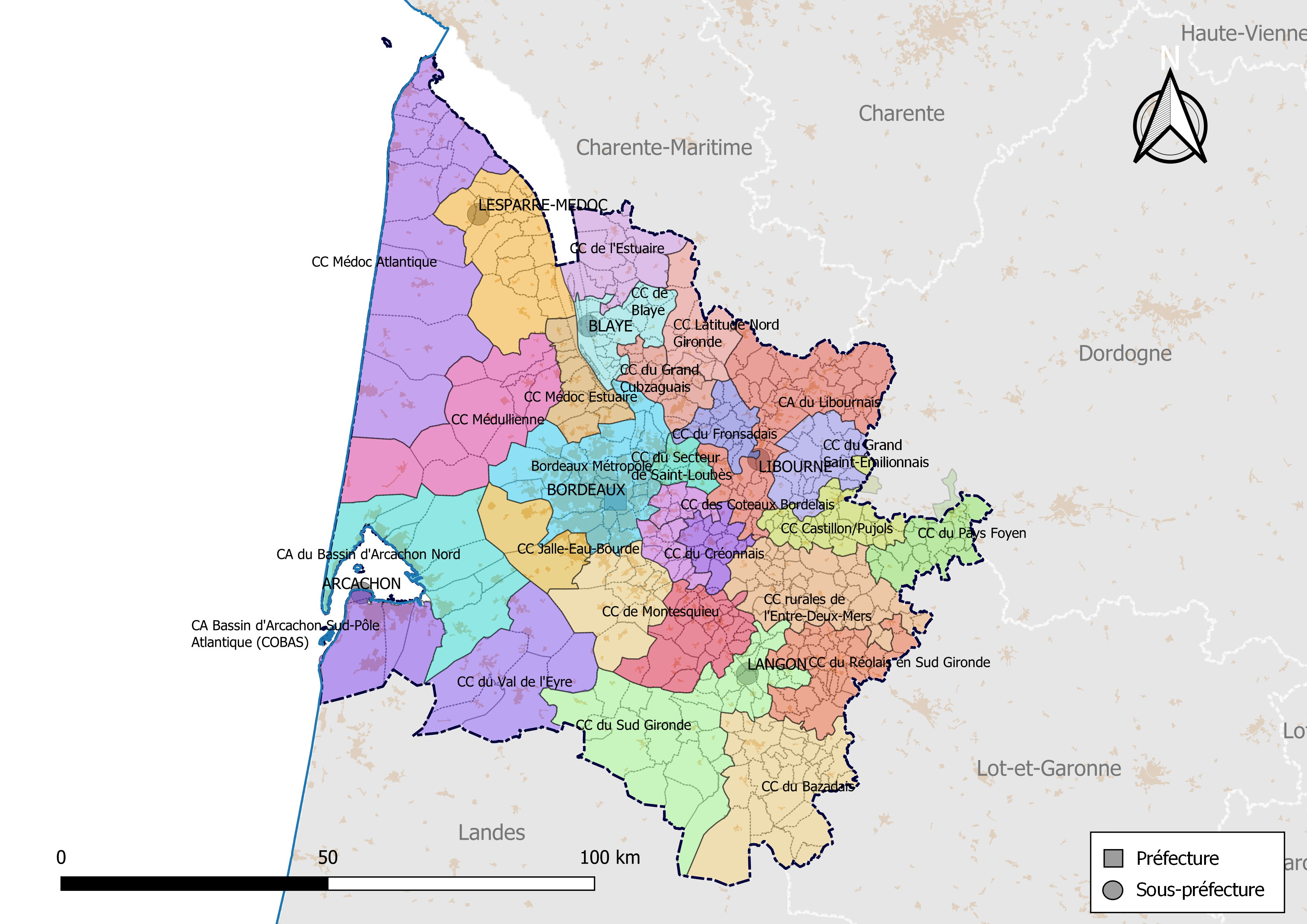
Carte des EPCI de la Gironde au 1er janvier 2019.

Au 1er janvier 2021, le département de la Gironde compte 28 établissements publics de coopération intercommunale à fiscalité propre dont le siège est dans le département (une métropole, 3 communautés d'agglomération et 24 communautés de communes), dont deux interdépartementaux.

## Intercommunalités à fiscalité propre
| Forme juridique            | Nom                                      | no SIREN  | Date de création | Nombre de communes     | Population (der. pop. légale) | Superficie (km2) | Densité (hab./km2) | Siège                       | Président.e              |
| -------------------------- | ---------------------------------------- | --------- | ---------------- | ---------------------- | ----------------------------- | ---------------- | ------------------ | --------------------------- | ------------------------ |
| Métropole                  | Bordeaux Métropole                       | 243300316 | 31 décembre 1966 | 28                     | 831 534 (2021)                | 578,30           | 1 438              | Bordeaux                    | Christine Bost           |
| Communauté d'agglomération | CA du Libournais                         | 200070092 | 1er janvier 2017 | 45                     | 92 605 (2021)                 | 568,80           | 163                | Libourne                    | Philippe Buisson         |
| Communauté d'agglomération | CA du Bassin d'Arcachon Nord             | 243301504 | 18 novembre 2003 | 8                      | 71 684 (2021)                 | 594,90           | 121                | Andernos-les-Bains          | Bruno Lafon              |
| Communauté d'agglomération | CA Bassin d'Arcachon Sud-Pôle Atlantique | 243300563 | 7 décembre 2001  | 4                      | 69 218 (2021)                 | 328,80           | 211                | Arcachon                    | Marie-Hélène des Esgaulx |
| Communauté de communes     | CC de Montesquieu                        | 243301264 | 7 décembre 2001  | 13                     | 46 703 (2021)                 | 330,10           | 142                | Martillac                   | Bernard Fath             |
| Communauté de communes     | CC du Sud Gironde                        | 200043974 | 1er janvier 2014 | 37                     | 39 342 (2021)                 | 830,20           | 47                 | Mazères                     | Jérôme Guillem           |
| Communauté de communes     | CC du Grand Cubzaguais                   | 243301223 | 5 décembre 2000  | 16                     | 37 349 (2021)                 | 151,20           | 247                | Saint-André-de-Cubzac       | Valérie Guinaudie        |
| Communauté de communes     | CC Convergence Garonne                   | 200069581 | 1er janvier 2017 | 27                     | 32 740 (2021)                 | 312,40           | 105                | Podensac                    | Jocelyn Doré             |
| Communauté de communes     | CC Jalle-Eau-Bourde                      | 243301165 | 21 décembre 1999 | 3                      | 32 009 (2021)                 | 232,20           | 138                | Cestas                      | Pierre Ducout            |
| Communauté de communes     | CC Médoc Cœur de Presqu'île              | 200069995 | 1er janvier 2017 | 18                     | 30 687 (2021)                 | 496,50           | 62                 | Lesparre-Médoc              | Jean-Marie Féron         |
| Communauté de communes     | CC Médoc Estuaire                        | 243301447 | 11 décembre 2002 | 10                     | 30 328 (2021)                 | 174,60           | 174                | Margaux-Cantenac            | Didier Mau               |
| Communauté de communes     | CC Les rives de la Laurence              | 243301249 | 18 décembre 2000 | 6                      | 28 731 (2021)                 | 81,60            | 352                | Saint-Loubès                | Frédéric Dupic           |
| Communauté de communes     | CC Médoc Atlantique                      | 200070720 | 1er janvier 2017 | 14                     | 27 524 (2021)                 | 1 035,40         | 27                 | Soulac-sur-Mer              | Xavier Pintat            |
| Communauté de communes     | CC du Réolais en Sud Gironde             | 200044394 | 1er janvier 2014 | 41                     | 23 949 (2021)                 | 324,90           | 74                 | La Réole                    | Francis Zaghet           |
| Communauté de communes     | CC Médullienne                           | 243301389 | 4 novembre 2002  | 10                     | 22 252 (2021)                 | 636,30           | 35                 | Castelnau-de-Médoc          | Christian Lagarde        |
| Communauté de communes     | CC des Portes de l'Entre-Deux-Mers       | 243301439 | 10 décembre 2002 | 11                     | 22 229 (2021)                 | 87,60            | 254                | Latresne                    | Lionel Faye              |
| Communauté de communes     | CC du Val de l'Eyre                      | 243301405 | 11 décembre 2002 | 5                      | 21 818 (2021)                 | 546,10           | 40                 | Belin-Béliet                | Bruno Bureau             |
| Communauté de communes     | CC des Coteaux Bordelais                 | 243301355 | 10 décembre 2002 | 8                      | 21 629 (2021)                 | 68,0             | 318                | Tresses                     | Christian Soubie         |
| Communauté de communes     | CC Latitude Nord Gironde                 | 243301181 | 27 décembre 1999 | 12                     | 21 372 (2021)                 | 211,70           | 101                | Saint-Savin                 | Eric Happert             |
| Communauté de communes     | CC de Blaye                              | 200023794 | 21 décembre 2009 | 20                     | 20 303 (2021)                 | 171,40           | 119                | Blaye                       | Denis Baldès             |
| Communauté de communes     | CC Castillon Pujols                      | 243301454 | 17 décembre 2002 | 31 (dont 1 dans le 24) | 19 018 (2021)                 | 228,0            | 83                 | Castillon-la-Bataille       | Jacques Breillat         |
| Communauté de communes     | CC du Créonnais                          | 243301215 | 13 juillet 2000  | 15                     | 18 208 (2021)                 | 123,60           | 147                | Créon                       | Alain Zabulon            |
| Communauté de communes     | CC du Fronsadais                         | 243301397 | 3 décembre 2002  | 18                     | 17 556 (2021)                 | 134,70           | 130                | Saint-Germain-de-la-Rivière | Marie-France Régis       |
| Communauté de communes     | CC rurales de l'Entre-Deux-Mers          | 200069599 | 1er janvier 2017 | 50                     | 16 580 (2021)                 | 446,20           | 37                 | Sauveterre-de-Guyenne       | Daniel Barbe             |
| Communauté de communes     | CC du pays Foyen                         | 243301371 | 30 décembre 2002 | 20 (dont 1 dans le 24) | 16 570 (2021)                 | 220,40           | 75                 | Pineuilh                    | Pierre Robert            |
| Communauté de communes     | CC de l'Estuaire                         | 243300811 | 14 avril 1995    | 14                     | 15 906 (2021)                 | 248,20           | 64                 | Braud-et-Saint-Louis        | Lydia Heraud             |
| Communauté de communes     | CC du Bazadais                           | 200043982 | 1er janvier 2014 | 31                     | 15 776 (2021)                 | 605,70           | 26                 | Bazas                       | Nicole Coustet           |
| Communauté de communes     | CC du Grand Saint-Émilionnais            | 200035533 | 1er janvier 2013 | 22                     | 14 173 (2021)                 | 235,50           | 60                 | Vignonet                    | Bernard Lauret           |

## Historique

### Évolutions au1erjanvier 2017
La Gironde passe de 37 à 28 EPCI à fiscalité propre en application du schéma départemental de coopération intercommunale arrêté le 29 mars 2016 :
- Extension de la communauté de communes des Portes de l'Entre-Deux-Mers aux communes de Tabanac, Le Tourne et Langoiran, issues de la communauté de communes du Vallon de l'Artolie, et de Lignan-de-Bordeaux, issue de la communauté de communes du Créonnais.
- Modification de la communauté de communes du Créonnais par extension aux communes de Capian, Cardan et Villenave-de-Rions, issues de la communauté de communes du Vallon de l'Artolie, et départ de Lignan-de-Bordeaux vers la communauté de communes des Portes de l'Entre-Deux-Mers.
- Extension de la communauté d'agglomération du Libournais par fusion avec la communauté de communes du Sud-Libournais, élargie aux communes de Camiac-et-Saint-Denis, Daignac, Dardenac, Espiet, Nérigean, Saint-Quentin-de-Baron et Tizac-de-Curton, issues de la communauté de communes du Brannais.
- Extension de la communauté de communes Castillon-Pujols aux communes de Branne, Cabara, Grézillac, Guillac, Jugazan, Lugaignac, Naujan-et-Postiac et Saint-Aubin-de-Branne, issues de la communauté de communes du Brannais.
- Création de la communauté de communes Convergence Garonne par fusion de la communauté de communes de Podensac et de la communauté de communes des Coteaux de Garonne et extension aux communes de Rions, Paillet et Lestiac-sur-Garonne, issues de la communauté de communes du Vallon de l'Artolie.
- Extension de la communauté de communes du Sud Gironde aux communes de Saint-Macaire, Saint-Maixant, Le Pian-sur-Garonne, Verdelais, Semens, Saint-Germain-de-Grave, Saint-André-du-Bois et Saint-Martial, issues de la communauté de communes des Coteaux Macariens.
- Extension de la communauté de communes du Réolais en Sud Gironde aux communes de Saint-Pierre-d'Aurillac, Saint-Martin-de-Sescas, Caudrot, Sainte-Foy-la-Longue et Saint-Laurent-du-Plan, issues de la communauté de communes des Coteaux Macariens.
- Création de la Communauté des communes rurales de l'Entre-Deux-Mers par fusion de la communauté de communes du Sauveterrois et de la communauté de communes du canton de Targon et extension à la commune de Saint-Laurent-du-Bois, issue de la communauté de communes des Coteaux Macariens.
- Création de la communauté de communes Médoc Atlantique par fusion de la communauté de communes de la Pointe du Médoc et de la communauté de communes des Lacs Médocains.
- Création de la Communauté de communes Médoc Cœur de Presqu'île par fusion de la communauté de communes du Centre Médoc et de la communauté de communes Cœur du Médoc.
- Extension de la communauté de communes de l'Estuaire - canton de Saint-Ciers-sur-Gironde aux communes de Cartelègue, Mazion, Saint-Androny et Saint-Seurin-de-Cursac, issues de la communauté de communes de Blaye.
- Modification de la communauté de communes de Blaye par extension aux communes de Générac, Saint-Christoly-de-Blaye, Saint-Girons-d'Aiguevives, Saint-Vivien-de-Blaye et Saugon (issues de la communauté de communes Latitude Nord Gironde) et aux communes de Bayon, Comps, Gauriac, Saint-Ciers-de-Canesse, Saint-Seurin-de-Bourg, Samonac et Villeneuve (issues de la communauté de communes du canton de Bourg), et départ de Cartelègue, Mazion, Saint-Androny et Saint-Seurin-de-Cursac vers la communauté de communes de l'Estuaire - canton de Saint-Ciers-sur-Gironde.
- Extension de la communauté de communes du Grand Cubzaguais aux communes de Bourg, Lansac, Mombrier, Prignac-et-Marcamps, Pugnac, Saint-Trojan, Tauriac et Teuillac, issues de la communauté de communes du canton de Bourg.
- Modification de la CC du Bassin d'Arcachon Nord Atlantique en Communauté d'agglomération[30].

### Anciennes intercommunalités
- Communauté de communes du canton de Bourg, partagée le 1er janvier 2017 entre la communauté de communes du canton de Blaye et la communauté de communes du Cubzaguais
- Communauté de communes du canton de Guîtres fusionnée le 1er janvier 2011 dans la communauté de communes du Nord Libournais
- Communauté de communes du canton de Villandraut fusionnée le 1er janvier 2014 dans la communauté de communes du Sud Gironde
- Communauté de communes de Captieux-Grignols fusionnée le 1er janvier 2014 dans la communauté de communes du Bazadais
- Communauté de communes Cestas-Canéjan devenue le 1er janvier 2013 la communauté de communes Jalle Eau Bourde
- Communauté de communes de l'Entre-deux-Mers Ouest fusionnée le 1er janvier 2013 dans la communauté de communes du Brannais
- Communauté de communes de la juridiction de Saint-Émilion  fusionnée le 1er janvier 2013 dans la communauté de communes du Grand Saint-Émilionnais
- Communauté de communes du Libournais fusionnée le 1er janvier 2011 dans la communauté de communes du Nord Libournais
- Communauté de communes du Lussacais fusionnée le 1er janvier 2013 dans la communauté de communes du Grand Saint-Émilionnais
- Communauté de communes du Monségurais partagée le 1er janvier 2014 dans la communauté de communes du Sauveterrois et la communauté de communes du Réolais en Sud Gironde
- Communauté de communes du Nord Libournais devenue le 1er janvier 2012 la communauté d'agglomération du Libournais
- Communauté de communes du Pays d'Auros fusionnée le 1er janvier 2014 dans la communauté de communes du Réolais en Sud Gironde
- Communauté de communes du pays de Coutras fusionnée le 1er janvier 2011 dans la communauté de communes du Nord Libournais
- Communauté de communes du Pays de Langon fusionnée le 1er janvier 2014 dans la communauté de communes du Sud Gironde
- Communauté de communes du Pays paroupian fusionnée le 1er janvier 2014 dans la communauté de communes du Sud Gironde
- Communauté de communes du Pays de Pellegrue répartie le 1er janvier 2014 dans la communauté de communes du Sauveterrois et la communauté de communes du pays Foyen
- Communauté de communes du Réolais fusionnée le 1er janvier 2014 dans la communauté de communes du Réolais en Sud Gironde
- Communauté de communes du Sud-Libournais, fusionnée le 1er janvier 2017 dans la Communauté d'agglomération du Libournais
- Communauté de communes du Vallon de l'Artolie, divisée le 1er janvier 2017 entre la communauté de communes du Créonnais, la communauté de communes des Portes de l'Entre-Deux-Mers et la Communauté de communes Convergence Garonne

## Prospective
- La fusion de la Communauté de communes du Fronsadais et de la communauté de communes du Grand Saint-Émilionnais au sein de la communauté d'agglomération du Libournais a un temps été évoquée mais n'a jamais abouti.
- La fusion des communautés d'agglomération du Bassin d'Arcachon Sud-Pôle Atlantique et du Bassin d'Arcachon Nord ainsi que de la communauté de communes du Val de l'Eyre pour former une communauté d'agglomération à l'échelle de l'arrondissement n'a jamais abouti.

## Groupements de communautés de communes
- Pôle d'équilibre territorial et rural :

1. Pôle territorial du Grand Libournais
2. Pôle territorial du Cœur Entre-deux-Mers

- Pays (aménagement du territoire) :

1. Pays du Bassin d'Arcachon et du Val de l'Eyre
2. Pays des Landes de Gascogne

## Autres syndicats mixtes de coopération interterritoriale (à vocation environnementale)
- Syndicat intercommunal du bassin d'Arcachon (SIBA) : c'est un sous-ensemble de communes dans le syndicat mixte du Pays du Bassin d’Arcachon et du Val de l’Eyre.
- Parc naturel régional des Landes de Gascogne : c'est aussi un syndicat mixte de collectivités territoriales[31]
- Syndicat mixte de la Grande Dune du Pilat
- Conservatoire botanique national sud-atlantique (CBNSA)